# Neues Theater Łódź

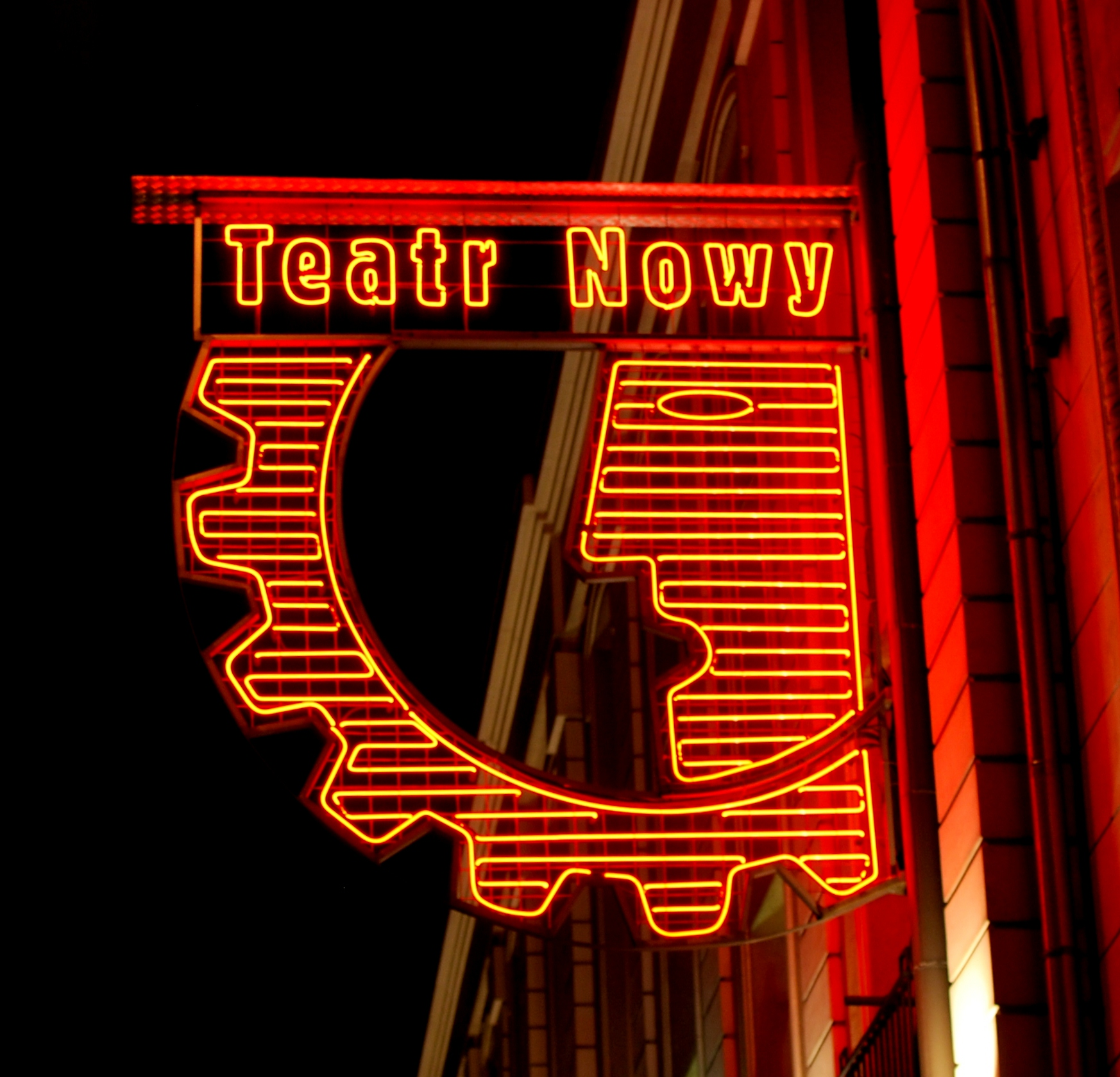
Neues Theater in Łódź

Das Neue Theater Łódź - Kazimierz Dejmek ist ein Schauspielhaus in der polnischen Stadt Łódź.

## Theatergeschichte
Das Theater wurde auf Initiative von jungen Absolventen der Staatlichen Hochschule für Film, Fernsehen und Theater Łódź Leon Schiller gegründet, die sich das Ziel gesetzt hatten, ein modernes und engagiert politisches Theater zu machen. Zur Einweihung des Theaters wurde die Uraufführung von Vašek Káňas Brigade Grinder Karhan gewählt und am 12. November 1949 angesetzt. Die Aufführungen fanden ursprünglich im Gebäude „Soldatenhaus“ statt (Ulica Daszyńskiego 34, heute die Tuwim-Straße in Łódź). 1951 wurde die Institution an ihren heutigen Standort verlegt, die Więckowski-Straße 15.
Die ursprüngliche Theatertruppe hatte 23 Mitglieder, darunter Kazimierz Dejmek, Dobrosław Mater, Tadeusz Mierzejewski, Janusz Warmiński, Jerzy Merunowicz, Stanisław Łapiński, Barbara Rachwalska, Bronisława Bronowska, Józef Pilarski, Wojciech Pilarski, Tadeusz Minc und Andrzej Wydrzyński.
Mit Beschluss des Stadtrates vom 14. Oktober 2007 wurde das Theater nach seinem ersten Direktor – Kazimierz Dejmek – benannt.